# Love Bites (telessérie)
Love Bites (em Portugal, Amor aos Pedaços) é uma série de televisão norte-americana, com a primeira temporada exibida originalmente de 2 de junho a 21 de julho de 2011, no canal NBC.

## Elenco
- Becki Newton como Annie
- Greg Grunberg como Judd
- Constance Zimmer como Colleen

### Convidados
- Krysten Ritter como Cassie
- Lindsay Price com Liz
- Kyle Howard como Carter
- Craig Robinson como Bowman
- Michelle Trachtenberg como Jodie

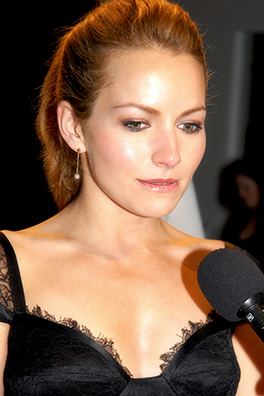
Becki Newton como Annie'

- Jennifer Love Hewitt como ela mesma
- Krista Allen como Janine
- Spencer Locke como Christy Hayes
- Emily Rutherfurd como Julia Clark
- Izabella Miko como Audrey
- Christopher Gorham como Dale
- Cheryl Hines como Kristen Lerner
- Matt Long como Matt
- Jeffrey Tambor como Dr. O
- Bret Harrison como Charlie
- Beau Bridges
- Frances Conroy como Faye Strathmore
- Kurtwood Smith como Ed Strathmore

## Episódios
- 01 – Firsts
- 02 – How To…
- 03 – Keep On Truckin
- 04 – Sky High
- 05 – Stand and Deliver
- 06 – TMI
- 07 – Boys to Men
- 08 – Modern Plagues